# Uranobothria celebica
Uranobothria celebica är en fjärilsart som beskrevs av Hans Fruhstorfer 1917. Uranobothria celebica ingår i släktet Uranobothria och familjen juvelvingar. Inga underarter finns listade i Catalogue of Life.